# Rebersreuth

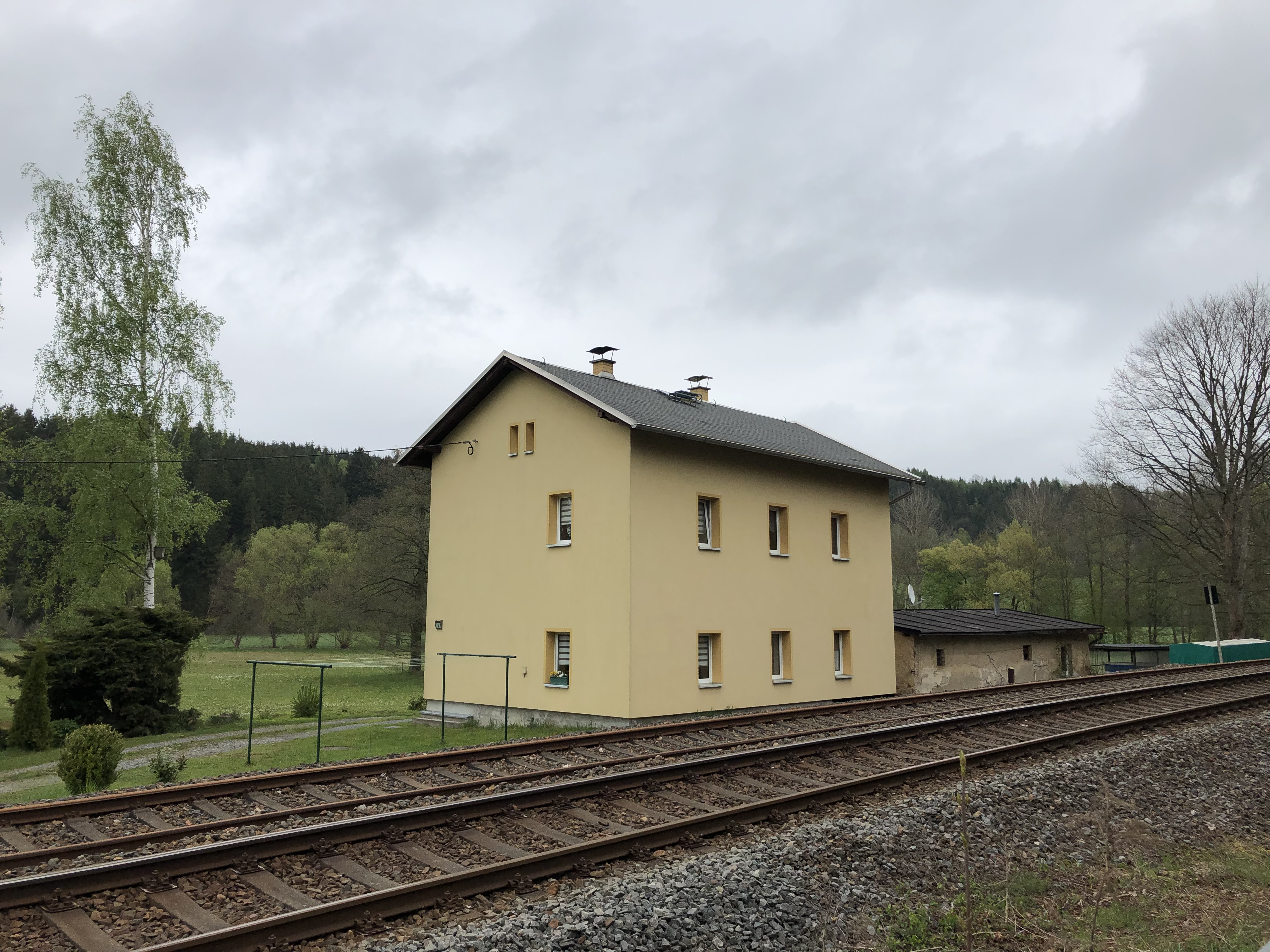
Ehemaliger Haltepunkt Rebersreuth

Rebersreuth ist einer von acht Ortsteilen Adorfs im Vogtland.

## Lage

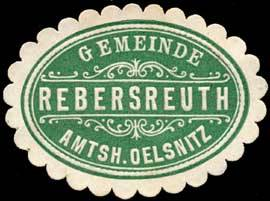
Siegelmarke der Gemeinde

Rebersreuth liegt im Tal der Weißen Elster nördlich von Adorf, östlich von Eichigt, sürlich von Elstertal und westlich von Leubetha auf etwa 477 m. Durch Rebersreuth führt eine Bahnstrecke. 

## Geschichte
Rebersreuth ist spätestens 1328 als Eberode, Rebensreutht ersterwähnt. Spätere Ortsnamensformen des Waldhufendorfes sind Rabynsrut, Rebinsrtuͤt (1378), Rebesruwete und Roubesroud (1414), Raubesrute, Rubersrüt, Raubersrewt (1420–40), Reberßrewt (1445), Rebißreut (1463), Eberssreut (1529), Robersreut (1533), Reibersreut (1577), Reubersreutt (1578), Rebersreuth (1590), Rebeschreitz und Reveschreitz (1590). 
Bereits 1582 war der Ort nach Adorf gepfarrt. 1542 war Rebersreuth anteilig Amtsdorf, dem Rittergut Jugelsburg, der Pfarre Eichigt und dem Deutschen Ritterorden zu Adorf zugehörig. 1764 war der Ort anteilig den Rittergütern Jugelsburg und Freiberg zugehörig. 
Die selbständige Landgemeinde wurde 1994 nach Adorf eingemeindet.

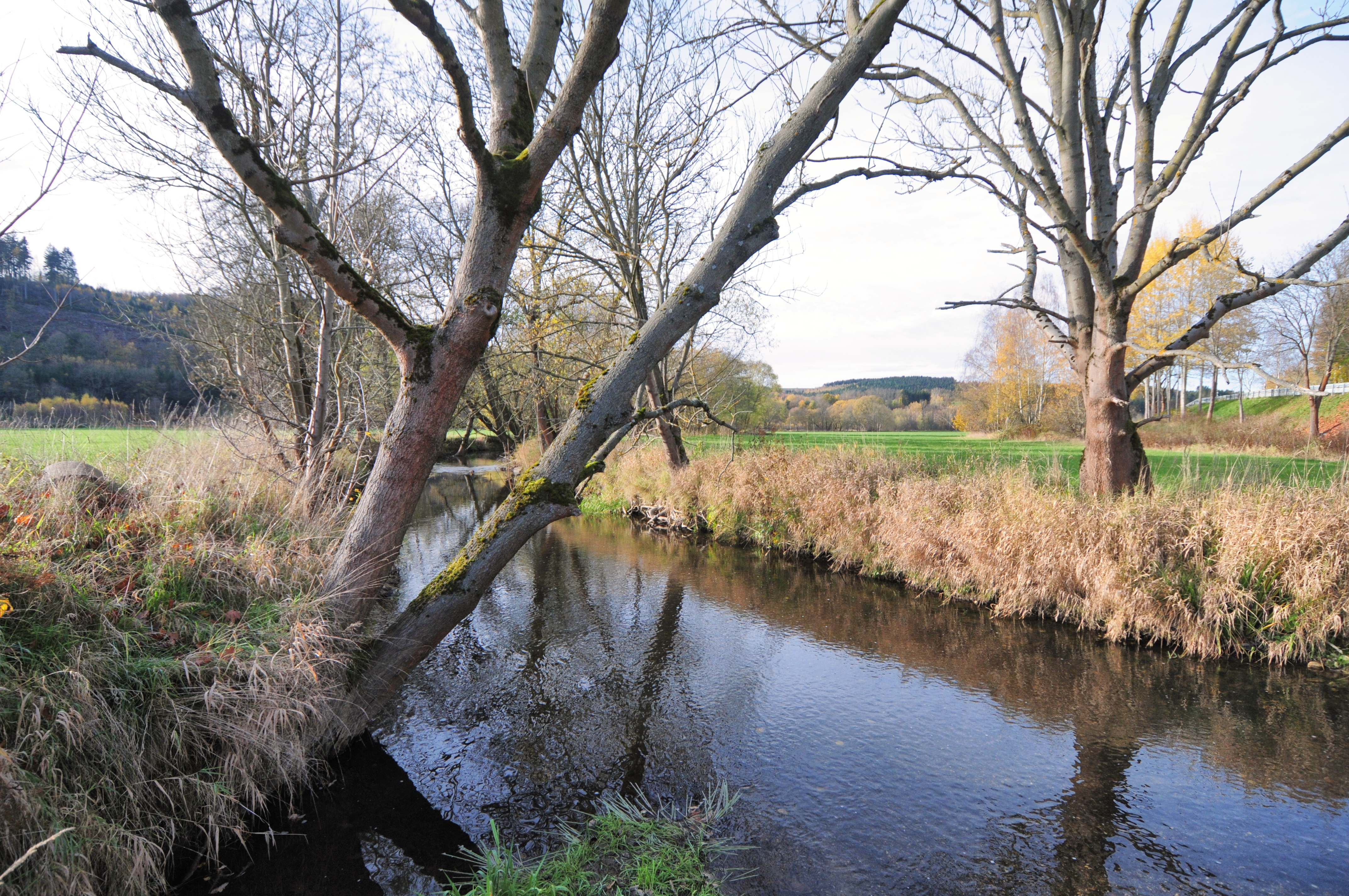
Weiße Elster bei Rebersreuth

1871 gab es in Rebersreuth 34 Wohnhäuser, 1875 waren es 35, 1880 waren es wieder 34 Wohnhäuser.
1925 waren alle 252 Einwohner evangelisch-lutherischer Konfession.
| Jahr          | 1557                                                | 1764              | 1834 | 1871 | 1875 | 1880 | 1890 | 1910 | 1925 | 1939 | 1946 | 1950 | 1964 | 1990 |
| ------------- | --------------------------------------------------- | ----------------- | ---- | ---- | ---- | ---- | ---- | ---- | ---- | ---- | ---- | ---- | ---- | ---- |
| Einwohnerzahl | 14 besessene Mann, 3 Gärtner, 2 Häusler, 5 Inwohner | 22 besessene Mann | 168  | 261  | 244  | 235  | 232  | 270  | 252  | 215  | 239  | 232  | 196  | 125  |

## Belege
1. ↑  Rebersreuth – HOV | ISGV. Abgerufen am 19. Februar 2023.
2. ↑  'Generalübersicht sämmtlicher Ortschaften des Königreichs Sachsen nach der neuen Organisation der Behörden mit Angabe ihrer Einwohner- und Häuserzahl am 1. December 1871 : Zusammengestellt vom K. sächs. statist. Bureau' - Digitalisat | MDZ. Abgerufen am 19. Februar 2023.
3. ↑  'Alphabetisches Taschenbuch sämmtlicher im Königreiche Sachsen belegenen Ortschaften und der besonders benannten Wohnplätze : mit Angabe der politischen Gemeinden, der Amtsgerichte, der Landgerichte, der Kreishauptmannschaften, der Amtshauptmannschaften und der Gendarmerie-Bezirke, der Gebäude- und Einwohnerzahlen am 1. Dezember 1875, sowie der Postbestellanstalten' - Digitalisat | MDZ. Abgerufen am 19. Februar 2023.
4. ↑  Saxony (Kingdom) Statistisches Landesamt: Alphabetisches Verzeichniss der im Königreiche Sachsen belegenen Stadt- und Landgemeinden: mit den zubehörigen, besonders benannten Wohnplätzen ... : nebst alphabetischem Register. C. Heinrich, 1884 (google.de [abgerufen am 19. Februar 2023]).